# Староста
Староста (пољ. starosta) је био (пољски) назив за официра, који је био на челу општине. Изабран је на окрајном савету Повјат (пољ. Rada powiatu) - то је другостепена јединица локалне самоуправе и администрације у Пољској, еквивалент округу, дистрикту или префектури у другим земљама.  
У историји старосте су имали за време од 14. века даље, све до 18. века за време Државне заједнице Пољске и Литваније.